# Pilotrichella trichophora
Pilotrichella trichophora là một loài Rêu trong họ Meteoriaceae. Loài này được (Mont.) A. Jaeger mô tả khoa học đầu tiên năm 1877.